# Костриця різнобарвна
{{#ifeq:0|0|{{#if:Festuca versicolor|{{#if:|[[]}}|[[]]}}}}
Костриця різнобарвна (Festuca versicolor) — вид однодольних квіткових рослин з родини злакових (Poaceae).

## Опис
Це багаторічна густо і щільно запушена рослина 15–45 см. Стебла прямі чи висхідні, жорсткі. Язички довжиною 1.5–2.0 мм. Листкові пластини жорсткі, звивисті, сіро-зелені. Волоті вузькі, довгі, зверху звисають. Цвітіння: липень і серпень.

## Поширення
Вид росте в Україні, Румунії, Польщі, Австрії, Словаччині.
В Україні росте на оголених вапнякових кам'янистих схилах та гребенях гірських хребтів з добре вираженим ґрунтовим покривом — у сх. ч. Карпат, верхній частині субальпійського і альпійському поясах (хребти Свидовець, Чорногора, Мармарошські та Чивчинські гори, на висоті 1200—1900 м н. у. м.), досить часто.